# Jean-Michel Folon

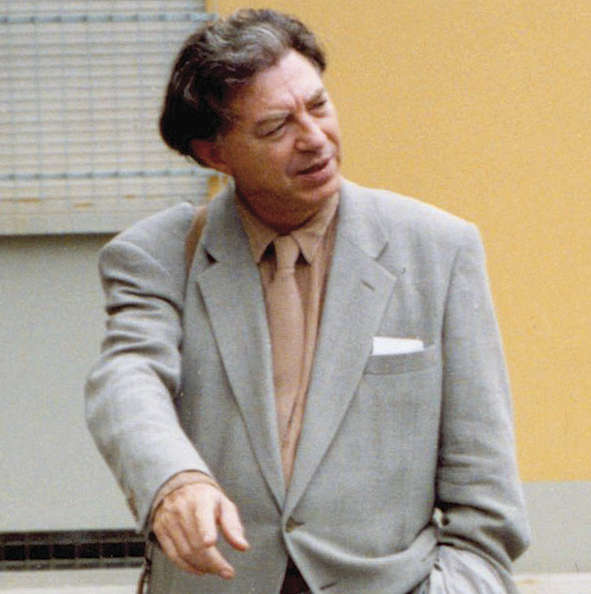
Jean-Michel Folon, Bologna, 1990

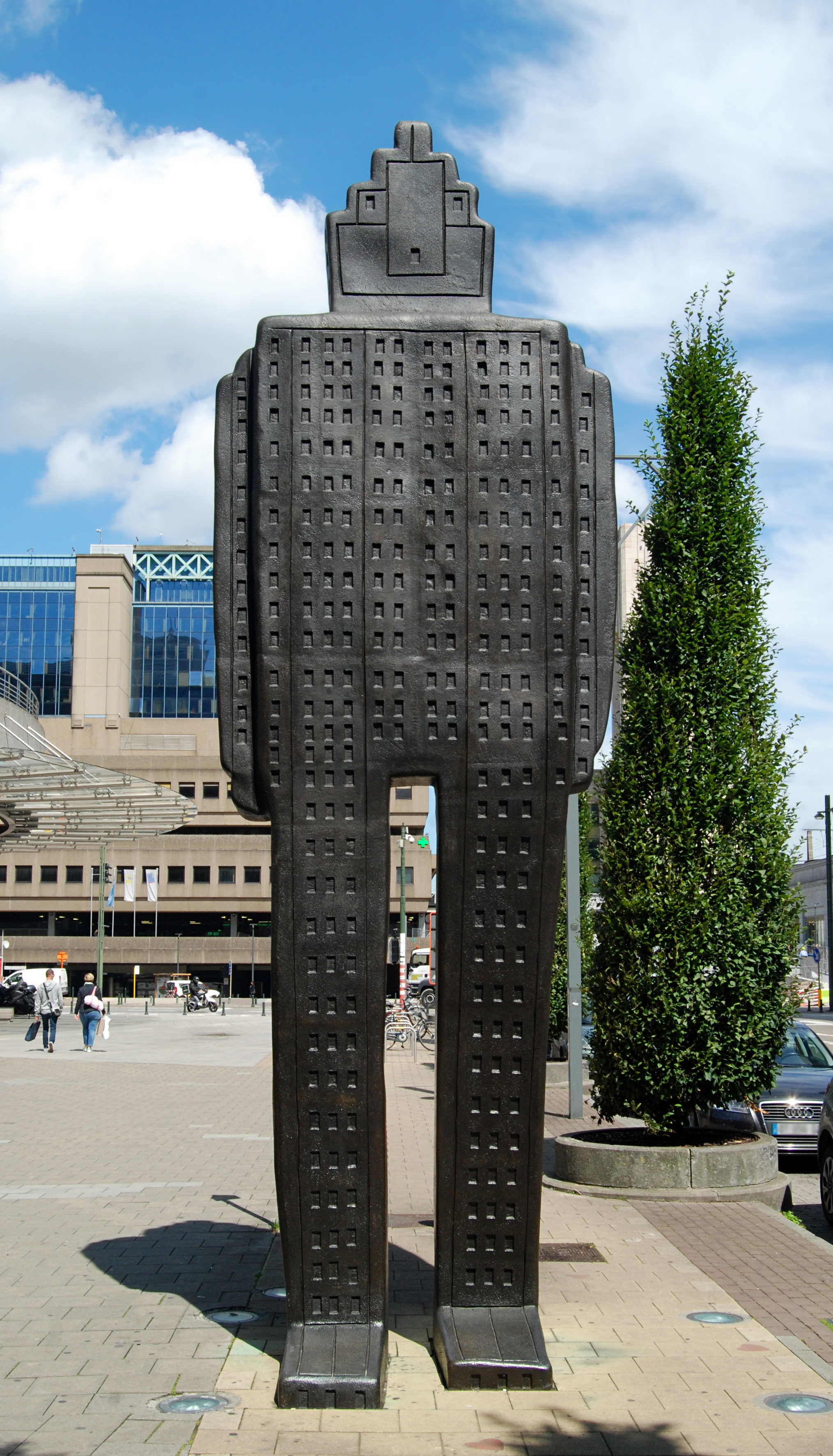
De stad op stap (2001)

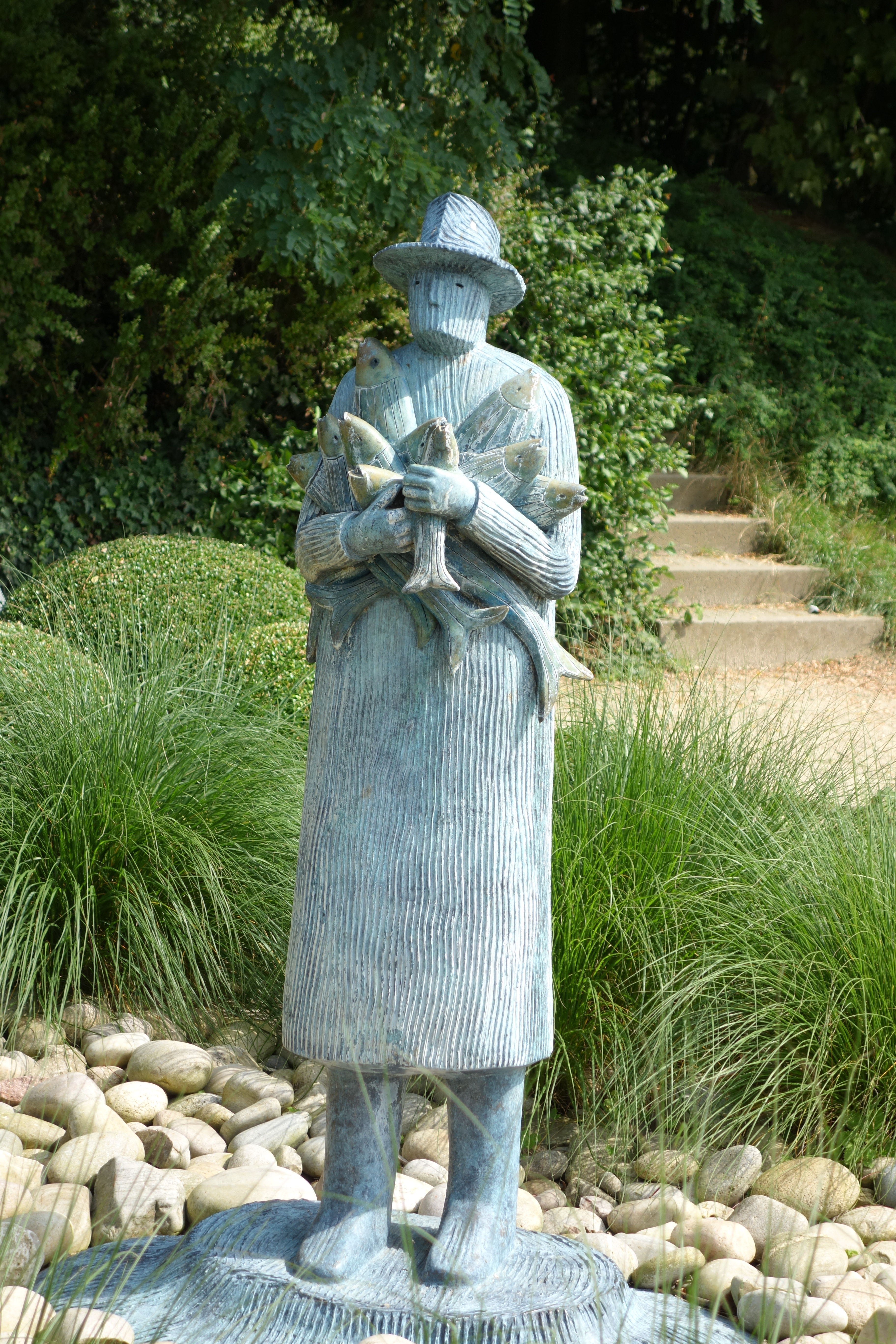
Vissenfontein (in droge toestand)

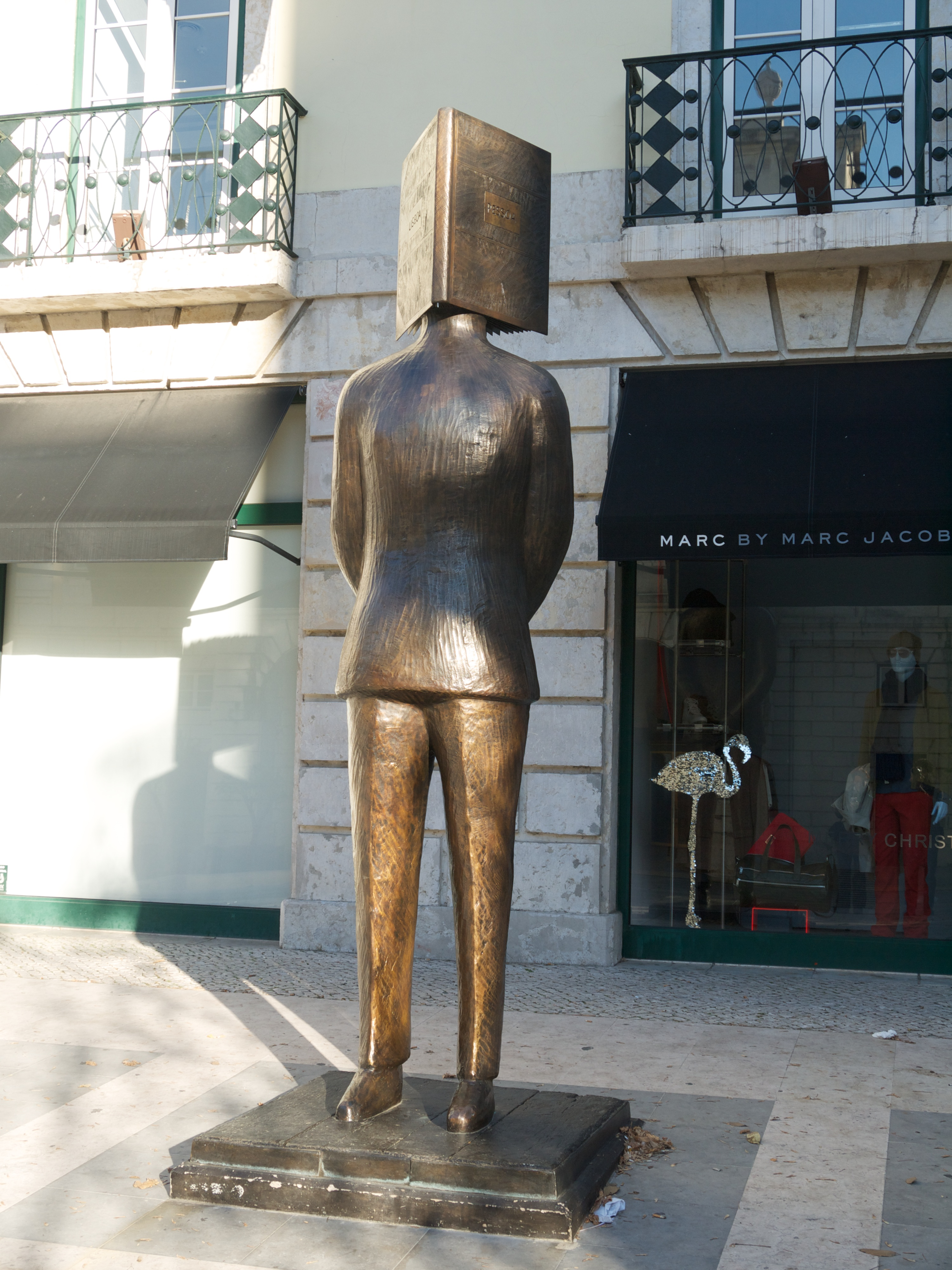
Boekhoofd (hommage aan Pessoa)

Jean-Michel Folon (Ukkel, 1 maart 1934 – Monaco, 20 oktober 2005) was een Belgisch kunstenaar.

## Biografie
Toen Folon in 1955 zijn studies architectuur en Brussel achterliet, vestigde hij zich in een tuinpaviljoen in Bougival (Parijs), waar hij zich gedurende vijf jaar volledig op het tekenen toelegde. Begin jaren zestig begon hij in zijn omgeving zijn eerste tekeningen te tonen, maar in Frankrijk was er aanvankelijk heel weinig interesse in zijn kunst. Hij stuurde daarom zijn tekeningen naar een aantal magazines in New York die ze meteen als cover ontwerp gebruikten. Pas in 1964 had Folon zijn eerste tentoonstelling in Parijs.
In die periode ontmoette Folon de Italiaanse schrijver Giorgio Soavi voor wie hij zijn eerste boek “Le Message” illustreerde. Samen bedachten ze meerdere projecten voor de Italiaanse uitgeverij Olivetti voor wie Folon boeken van Franz Kafka en Ray Bradbury illustreerde.
Eind jaren ‘60 verzorgde hij een fresco voor het Franse paviljoen op de Triënnale van Milaan, exposeerde hij 60 werken in de Galerie de France en stelde hij zijn werk voor het eerst tentoon in New York. Begin jaren 70 kwam zijn carrière op topsnelheid met tentoonstellingen in New York, Tokio, Osaka, Wenen en Milaan. Hij realiseerde een belangrijke tentoonstelling in het Musée des Arts Décoratifs in Parijs waar hij 90 werken tentoonstelde die later ook te zien waren in Charleroi, Brussel en Milaan. Op de 12de Biënnale van São Paulo ontving hij de Grote Prijs Schilderkunst.
Naast de verschillende exposities realiseerde hij ook enkele muurschilderingen (o.a. in de nieuwe Brusselse metro Montgomery, in het Waterloo Station in London) en illustreerde hij “De Metamorfose” van Franz Kafka, "Alcools et Calligrammes" van Guillaume Apollinaire, en "The Martian Chronicles" van Ray Bradbury, het volledige oeuvre van Jacques Prévert en in het begin van de jaren 80 "L’Automne à Pekin" van Boris Vian en "L’inutile beauté" van Guy de Maupassant.
Folon werkte in de jaren ‘80 aan de meest uiteenlopende projecten. Hij ontwierp theaterdecors, maakte tekenfilms en draaide kortfilms in New York, Los Angeles en New Orleans. Het Musée de la Poste in Parijs exposeerde zijn gravures en even later liep er in La Défence een retrospectieve van zijn affiches. Hij illustreerde het volledige poëtische oeuvre van Guillaume Apollinaire en het postuum uitgegeven “Pluies de New York” van Albert Camus. In Japan stelde hij een retrospectieve tentoonstelling voor die Tokio, Osaka en Kamakura aandeed terwijl hij aan de Porte d’Italie in Parijs een muurschildering van 14 verdiepingen hoog realiseerde. Hij begon ook te experimenteren met het beeldhouwen van houten voorwerpen. In 1988 illustreerde hij de Genesis met een serie etsen, hij ontwierp het embleem van de 200e verjaardag van de Franse Revolutie en hij illustreerde voor Amnesty International Belgium de Universele Verklaring van de Rechten van de Mens.
In het Metropolitan Museum in New York stelde Folon in 1990 etsen, aquarellen en enkele houten voorwerpen tentoon. In deze periode begon hij aan een serie boten in verschillende materialen. Met Alberto Meomartini maakte hij tekenfilms en affiches voor het Italiaanse aardgasbedrijf Snam. Hoewel zijn aquarellen en etsen in de jaren negentig over de hele wereld werden tentoongesteld, legde Folon zich toe op het beeldhouwen: aanvankelijk in hout en klei en gips, vervolgens in brons en later in marmer. In 1993 stelt hij in La Pedera (Barcelona) zijn beelden voor het eerst tentoon. In 1997 plaatste hij aan de kust van Knokke een beeld dat met het getij elke zes uur onder het water verdwijnt. Daarnaast realiseerde hij glasramen en grote muurschilderingen.
In 2000 creëerde Folon de Stichting Folon in het Solvay Domein in Terhulpen. Hij schonk de stichting een 500-tal werken die hij had bewaard om ze ooit op één plek te verenigen. In de jaren die volgden stelde hij zijn beelden tentoon in België, Lissabon, Pietrasanta en Florence. Hij maakte glasramen voor enkele kerken, werd ambassadeur van UNICEF en werd door de toenmalige Franse president Jacques Chirac verheven in de orde van het Legioen van Eer. Net na een grote retrospectieve tentoonstelling in de wapenzaal van de Palacio Vecchio en in de Forte di Belvedere in Florence overleed Folon op 71-jarige leeftijd.